# Mario Citroni
Mario Citroni (Malé, 10 dicembre 1944) è un latinista italiano.

## Biografia
Si è formato presso l'università di Pisa e la Scuola Normale Superiore di Pisa; ha insegnato letteratura latina presso l'Università di Firenze, dove è stato anche membro del Collegio di Dottorato dell'Istituto Superiore di Studi Umanistici. Attualmente ricopre la carica di direttore dell'Istituto italiano di scienze umane a Firenze.
Ha pubblicato studi riguardanti i principali poeti latini dall'età repubblicana all'età imperiale, con anche approfondimenti circa l'eredità della poesia latina nella cultura umanistica e rinascimentale.
Nell'edizione del primo libro degli epigrammi di Marziale, Citroni propone una sua interpretazione del poeta latino, fino ad allora, sostiene, sottovalutato dalla critica e considerato alla stregua di un poeta cortigiano; Citroni pone in rilievo lo spessore letterario degli epigrammi di Marziale, collocati nel solco della tradizione satirica romana, in particolare da Catullo e Orazio, mettendone anche in luce gli elementi ludici caratteristici della tradizione dei Saturnalia, una serie di feste equiparabili al nostro carnevale.
Un altro filone di studio riguarda, invece, il rapporto tra poeta e pubblico nella Roma antica: dopo una serie di contributi preparatori, lo studioso ha nel 1995 pubblicato il libro Poesia e lettori in Roma antica, nel quale sostiene che le aspettative del pubblico finissero spesso per condizionare la produzione dei più importanti poeti latini, secondo modalità che per molti aspetti ricordano le moderne tecniche di mercato.
Ha inoltre realizzato interventi nel campo della didattica, nel quale campo ha sostenuto la necessità di una continua apertura dello studio dell'antico all'analisi delle tecniche di comunicazione e alle prospettive multidiscliplinari, in particolare per quanto riguarda la Fortuna dell'Antico nella cultura moderna.
Gli ultimi articoli di Citroni hanno come oggetto specifico la nascita della categoria di "classico" nella letteratura latina con alcuni interventi dedicati in particolare all'analisi del decimo libro dell'opera oratoria di Quintiliano.
È sposato con Sandra Marchetti, che insegna letteratura latina all'Università di Firenze.

## Vicende giudiziarie
Nel 2011 è rimasto coinvolto (ma poi prosciolto l'anno seguente) in un'inchiesta sulla gestione dissennata dell'Istituto italiano di scienze umane.